# 11β-Hydroxystéroïde déshydrogénase 1
Pour les articles homonymes, voir HSD (homonymie).
Une 11β-hydroxystéroïde déshydrogénase, ou 11β-HSD, est une oxydoréductase qui catalyse la réaction :
11β-hydroxystéroïde + NADP+  {\displaystyle \rightleftharpoons }  11-oxostéroïde + NADPH + H+.
Cette enzyme utilise le NADPH comme cofacteur. Il en existe deux isoformes : la 11β-HSD1 et la 11β-HSD2.
La 11β-hydroxystéroïde déshydrogénase 1, ou 11β-HSD1, est exprimée notamment dans le foie, le tissu adipeux et dans le système nerveux central. Elle a pour fonction biologique de réduire la cortisone en cortisol, qui en est la forme active. Son isoenzyme antagoniste, la 11β-hydroxystéroïde déshydrogénase 2, est quant à elle exprimée dans le rein, où elle catalyse la réaction inverse, inactivant le cortisol en cortisone, ce qui empêche cette hormone de stimuler les récepteurs des minéralocorticoïdes.

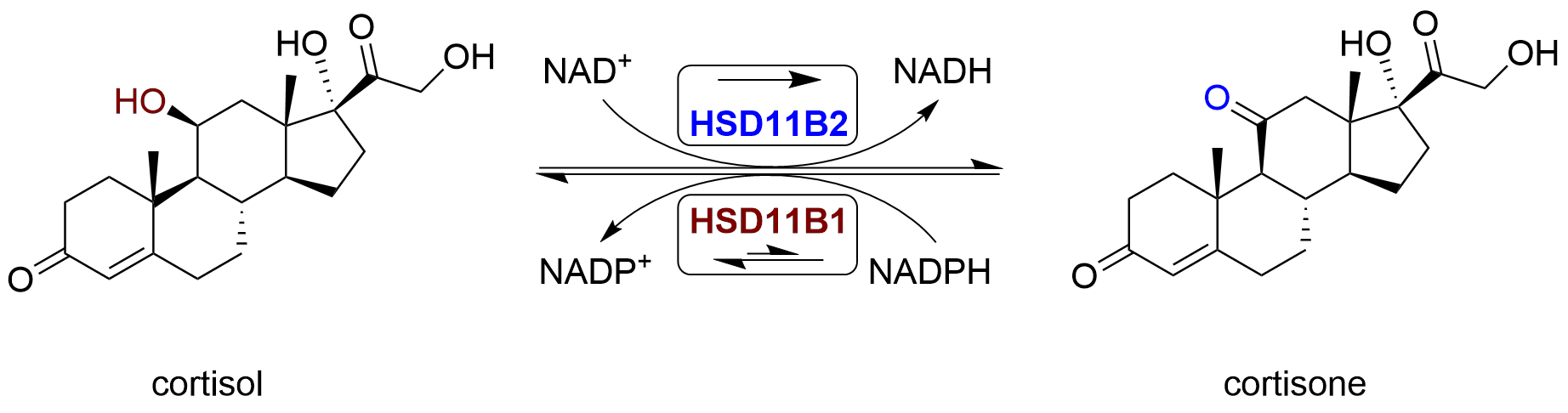
Rôle physiologique des enzymes HSD11B1 et HSD11B2.